# Aydin Soei
Aydin Soei (født 30. marts 1982 i Iran) er en dansk sociolog, journalist og forfatter med iransk baggrund. Han har skrevet en række bøger om udsatte områder og unge og etniske minoriteter i Danmark, bl.a.. Skyld, Vrede unge mænd, Forsoning, Omar - og de andre og Fædre - fortællinger om at blive til som far.

## Baggrund og karriere
Soei er født i Iran og kom til Danmark med sin familie i 1986. Han er vokset op i Avedøre Stationsby og Gladsaxe men har i en lang række år været bosat på Nørrebro.
Han har en BA i journalistik og en kandidatgrad i sociologi og medborgerskab fra Syddansk Universitet med fag fra Institut for Sociologi på Københavns Universitet og The New School for Social Research i New York.
Som sociolog har han udarbejdet undersøgelser af risikoadfærd, skolekultur, udsatte områder og sociale misforståelser blandt børn og unge og skrevet flere bøger om selvsamme emner. Tidligere har han arbejdet som journalist på Dagbladet Information, DR og Radio24syv og undervist unge på Krogerup Højskole og på C:NTACT på Edison Teatret.
I forbindelse med udgivelsen af bogen Omar - og de andre (2018) blev han i Politiken beskrevet som "en usædvanlig solosociolog, som uden forskningsinstitut står frem med kvalificerede analyser af et af vort samfunds mest komplekse problemer, mens de etablerede forskningsinstitutioner på universiteterne er underligt tamme på dette område."
Aydin Soei har også været initiativtager til og formand for foreningen Ansvarlig Presse, der har afholdt over 500 workshops om stereotyper vedrørende etniske minoriteter og mediedækningen samme gruppe og af landets indvandrerrige områder i folkeskoleklasser rundt om i landet.
I 2019 modtog han Nexø Prisen for sit samlede forfatterskab i anledning af Martin Andersen Nexøs 150 års fødselsdag. Martin Andersen Nexø Fonden begrundede prisen med disse ord: "Aydin Soei er med sine sociologiske studier en flittig og personlig stemme i integrationsdebatten, og hans insisterende saglighed og humanisme tænder ofte et fornuftens lys i den symbolladede og populistiske danske indvandrerdebat. Aydin Soei får prisen for "Skyld - historien bag mordet på Antonio Curra (2007), ”Vrede unge mænd” (2011), ”Forsoning”, hvor han fortæller og fortolker sin egen integrationshistorie (2016) og for ”Omar - og de andre”, hvor han undersøger radikaliseringens sociologi (2018)."
I 2021 modtog han årets Ildsjælepris af Finn Nørgaard Foreningen af 14. februar 2015 for at berige den offentlige debat.
I 2022 vandt han IByen Prisen som Årets Københavner for sine bidrag til den offentlige samtale om "etniske minoriteter, integration og kampen for et godt liv i udsatte boligområder".

## Forfatterskab

### Skyld og Vrede unge mænd
Bogen Skyld fra 2007 beskriver opvæksten og vejen ind i kriminalitet for de to tyrkiske teenagefætre, der i sommeren 2003 slog den italienske turist Antonio Curra ihjel. I bogen Vrede unge mænd introducerede Aydin Soei begrebet modborgerskab, der dækker over oplevelsen blandt nogle borgere af, at de ikke føler sig anerkendt som ligeværdige borgere, og at de føler, de skal betale et ekstra gebyrer i kampen for at skabe sig det gode liv i form af deres bopæl i udsatte boligområder, hudfarve, alder, køn og religion. Bogen handler om unge mænd i udsatte boligområder og undersøger, hvorfor nogle unge i de udsatte boligområder bliver tiltrukket af bander, optøjer og uroligheder og radikale grupperinger.

### Omar - og de andre
I 2018 udbyggede og eksemplificerede han yderligere begrebet modborgerskab i bogen Omar - og de andre. Vrede unge mænd og modborgerskab. Her fortælles bl.a. historien om Omar el-Hussein, der i februar 2015 dræbte to uskyldige mænd i terrorangrebet ved Krudttønden og den jødiske synagoge i København. Den 22-årige dansk-palæstinensers baggrund minder om så mange andre kriminalitetstruede minoritetsdrenges, viser forfatterens gennemgang, men udgangen på hans historie blev, at han valgte at agere som en ekstrem modborger. Omar - og de andre bærer undertitlen vrede unge mænd og modborgerskab, og forfatteren har her genopsøgt nogle af de unge, som han interviewede første gang for et årti siden til Vrede unge mænd. Her optræder de side om side med nye stemmer, der bidrager til at tegne et portræt af udviklingen blandt en særlig gruppe unge i landets udsatte områder.

### Tingbjergundersøgelsen og Nordvestundersøgelsen
Sammen med professor Flemming Balvig og lektor Lars Holmberg har Aydin Soei desuden udarbejdet "Tingbjergundersøgelsen - om risikoadfærd og sociale overdrivelser blandt børn og voksne i Brønshøj og Tingbjerg". Her har har undersøgt risikoadfærd og holdninger til skole og uddannelse blandt 14-15-årige på Tingbjerg og Brønshøj og børnenes antagelser om de jævnaldrende skolekammeraters lovovertrædelser og forbrug af alkohol og hash. Alle de voksne som omgiver børnene er også blevet spurgt ind til deres antagelser om børnene, og studiet viser, at forældre, lærere og pædagoger især har overdrevne og negative antagelser om Tingbjergbørnenes opførsel, selvom de to skolegrupper viser sig at begå stort set lige lidt risikoadfærd.
I 2021 udarbejdede han "Nordvestundersøgelsen – Sociale overdrivelser og fritidsliv blandt unge i Københavns Nordvestkvarter".
Undersøgelsen kortlægger de unges fritidsliv i området Nordvest i København og viser, at de i stort omfang overvurderer, hvor normalt det er at leve et risikobetonet ungdomsliv. De unge tror således, at det er fem gange mere udbredt at leve et gadeorienteret liv blandt 15-18-årige i bydelen, end tilfældet er, og de tror også, at det er ti gange mere almindeligt at være bandemedlem, end tilfældet er. Omvendt er der en klar tendens til at undervurdere, hvor stor en andel af bydelens unge der er i gang med en uddannelse. En anden konklusion er, at unges oplevelse af støtte og motivation fra forældre og det at være involveret i uddannelse, job, klub og andre fritidstilbud ser ud til at reducere risikoen for kriminalitet markant. 

### Forsoning - fortælling om en familie
I foråret 2016 udkom Aydin Soei med det selvbiografiske værk Forsoning - fortælling om en familie, som ifølge tidsskriftet Social Kritik bør have "en fremtid som klassiker" og "læses af alle, som beskæftiger sig med immigration." I bogen fortælles forældrenes flugt fra Iran og historien om, hvordan forfatterens mor startede forfra i Danmark og tog en uddannelse som ingeniør, mens hans far påbegyndte en deroute, der kulminerede med drabet på en anden iransk mand, hvis søn Aydin havde gået i klasse med i Avedøre Stationsby på den københavnske vestegn. Bogen beskriver også forfatterens egen historie som en af de drenge, der konstant kom op at slås i starten af folkeskoletiden og fik pletter på straffeattesten, og med udgivelsen af Forsoning kom det for første gang frem, at der er et sammenfald mellem Aydin Soeis egen biografi og temaerne i de bøger, han tidligere har skrevet.

### Fædre - fortællinger om at blive til som far
I 2020 udgav Soei på Gads Forlag bogen Fædre - fortællinger om at blive til som far, der er et portræt af den første generation med anden etnisk baggrund, der for alvor er rundet af Danmark og nu har fået børn. Bogen er udformet som interview og portrætteringer af fem markante personligheder fra generationen af nydanske efterkommere om forholdet til dels deres egen far, dels deres børn og hvordan de ønsker at fungere som fædre i forhold til dem. De fem interviewede fædre er journalisten og dokumentaristen Nagieb Khaja, lederen af fædrenteværket "Baba" Asim Latif, skuespilleren Janus Bakrawi, juristen og forfatteren Tarek Ziad Hussein og Niddal El-Jabri, der er direktør for NGO'en Mino Danmark, der arbejder for at styrke indvandrernes og efterkommernes muligheder og samfundsdeltagelse.